# Kermes globosus
Kermes globosus är en insektsart som först beskrevs av Borchsenius 1960.  Kermes globosus ingår i släktet Kermes och familjen eksköldlöss. Inga underarter finns listade i Catalogue of Life.